# TTG Studios
TTG Studios war ein Tonstudio in Los Angeles, das von Ami Hadani und Tom Hidley gegründet wurde.

## Studio
TTG ist die Abkürzung für two terrible guys (engl. f. „Zwei schreckliche Typen“). Das Studio wurde 1965 an der Kreuzung Sunset Boulevard / Highland Avenue in Hollywood, Los Angeles gegründet. Das TTG war als eines der wenigen Studios seiner Zeit darauf eingerichtet, auch Musik sehr hoher Lautstärke aufzuzeichnen. Daher wurde das Studio unter den damaligen aufstrebenden Rockmusikern beliebt, etwa bei The Monkees, Eric Burdon, und Alice Cooper. Jimi Hendrix wurde durch Burdon in das Studio eingeführt und schwärmte über den Sound des Studios.

## Tom Hidley
Einer der Gründer des Studios war Tom Hidley. Er wurde am 27. Mai 1931 in Los Angeles geboren. In seiner Jugend verbrachte er viel Zeit damit, Saxophon, Klarinette und Flöte zu spielen. Nach einem Zusammenbruch erhielt er die ärztliche Anweisung, mit dem Spielen aufzuhören. Daraufhin wandte er sich den Aspekten der Musik zu, die nicht mit dem Spielen von Instrumenten verbunden waren. Er verbrachte die Nächte damit, in Clubs Aufnahmen zu machen. Tagsüber arbeitete er bei Lautsprecher- und Tonbandfirmen.
1959 stellte der Sportwagenbauer Earl „Madman“ Muntz Hidley ein, damit jener ihn bei der Entwicklung des ersten Stereo-Autoradios unterstütze. Einer der ersten Besitzer eines Muntz-Stereo-Autoradios war der Sänger und Schauspieler Frank Sinatra. Bei Sinatras Kauf wurde Hidley mit Sinatras Geschäftspartner Val Valentin bekannt gemacht, der ihn einlud, bei der Einrichtung eines neuen Tonstudios in New York mitzuarbeiten. 1962 bauten sie das MGM/Verve-Studio auf. 1964 stellte Phil Ramone Hidley in seinem A&R Studio als audio technical manager (Technischer Direktor Audio) ein. In dieser Zeit war auch Ami Hadani bei A&R tätig.

## Ami Hadani
Über Ami Hadani, auch als Omi Hadan bezeichnet, den zweiten Gründer von TTG, ist wenig bekannt. Der Toningenieur Bruce Botnick behauptet, Hadani sei ein General der Israelischen Luftstreitkräfte gewesen und wochenlang abwesend, wenn Israel in kriegerische Auseinandersetzungen verwickelt war.